# Heidehaakbladroller
De heidehaakbladroller (Ancylis uncella) is een vlinder uit de familie bladrollers (Tortricidae). De wetenschappelijke naam is gepubliceerd in 1775 door Denis en Schiffermüller.
De soort komt voor in Europa.